# Pteropliini
Tribu
Les Pteropliini Thomson, 1860 sont une tribu de coléoptères cérambycidés de la sous-famille des Lamiinae.

## Description

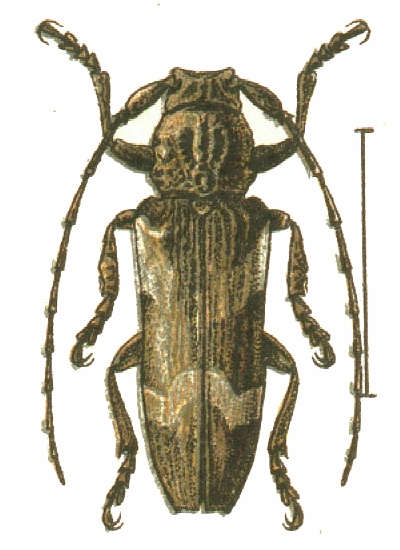
Niphona picticornis Mulsant, 1839

Les Pteropliini sont des Longicornes ailés, caractérisés par les ongles divergentes, les tibias intermédiaires simples et le scape sans carène (cicatrise). Ils ont donc toutes les caractéristiques des Agapanthiini dont ils différent pour l'aspect bien plus massif et trapu.
La coloration est généralement mimétique avec les écorces, mais il y a aussi de genres tropicaux (Callimetopus, Acronia) avec des colorations vives voire métalliques.

## Distribution
Les Pteropliini, qui comprennent plus de deux-mille espèces, sont répandus surtout dans l'Asie tropicale, mais ils sont présents aussi dans tous les continents. Seulement deux genres, avec une espèce chacun, sont répandus dans l'Europe méridionale,.

## Taxonomie

### Genres
- Abaraeus Jordan, 1903
- Abryna Newman, 1842
- Acanthetaxalus Breuning, 1961
- Acronia Westwood, 1863
- Agniolophia Breuning, 1938
- Albapomecyna Breuning, 1980
- Alidopsis Breuning, 1954
- Alidus Gahan, 1893
- Anaches Pascoe, 1865
- Anobrium Belon, 1902
- Aprophata Pascoe, 1862
- Ataxia Haldeman, 1847
- Atybe Pascoe, 1864
- Baraeus Thomson, 1858
- Batrachorhina Chevrolat, 1842
- Brachyale Breuning, 1963
- Cairnsia Blackburn, 1895
- Callimetopus Blanchard, 1853
- Catafimbria  Aurivillius, 1922
- Cenodocus J. Thomson, 1864
- Cicatripraonetha Breuning, 1980
- Cobria Pascoe, 1865
- Corrhenes Pascoe, 1865
- Corrhenispia Breuning, 1938
- Corrhenodes Breuning, 1942
- Cristodesisa Breuning, 1959
- Cryptocranium Audinet-Serville, 1835
- Cubilia Jordan, 1897
- Cubilioides Breuning, 1940
- Cyardium Pascoe, 1866
- Cyphoscyla Thomson, 1868
- Dasyerrus Pascoe, 1865
- Daxata Pascoe, 1864
- Demodioides Breuning, 1947
- Depsages Pascoe, 1865
- Desisa Pascoe, 1865
- Desisella Breuning, 1942
- Desisopsis Hüdepohl, 1995
- Diexia Pascoe, 1865
- Dystasia Pascoe, 1864
- Dystasiopsis Breuning & de Jong, 1941
- Eczemotellus Heller, 1924
- Eczemotes Pascoe, 1864
- Eczemothea Schwarzer, 1926
- Egesina Pascoe, 1864
- Emphytoecia
- Emphytoeciosoma Melzer, 1934
- Eosthenias Breuning, 1961
- Epectasis Bates, 1866
- Epopaea Thomson, 1864
- Epopea Thomson, 1864
- Esaete Galileo & Martins, 2002
- Esthlogena Thomson, 1864
- Esthlogenopsis Breuning, 1942
- Etaxalus Pascoe, 1865
- Exarrhenodes Breuning, 1938
- Exarrhenus Pascoe, 1864
- Falsoprosoplus Breuning, 1974
- Falsoterinaea Matsushita, 1938
- Falsozorilispe Breuning, 1943
- Faustabryna Breuning, 1961
- Gibbomesosella Pic, 1932
- Grammoechus J. Thomson, 1864
- Hathliodes Pascoe, 1866
- Hathliolophia Breuning, 1959
- Heterotaxalus Heller, 1926
- Ischioplites Thomson, 1864
- Ischnia Jordan, 1903
- Latabryna Hüdepohl, 1990
- Leptomesosella Breuning, 1939
- Lychrosimorphus Pic, 1925
- Macropraonetha Breuning, 1961
- Marmylaris Pascoe, 1866
- Menyllus Pascoe, 1864
- Mesiphiastus Breuning, 1959
- Mesosella Bates, 1884
- Metagnoma Aurivillius, 1925
- Micropraonetha Breuning, 1939
- Milothris Dejean, 1835
- Mimabryna Breuning, 1938
- Mimacronia Vives, 2009
- Mimaspurgus Breuning, 1957
- Mimatossa Breuning, 1943
- Mimectatosia Breuning, 1959
- Mimiphiastus Breuning, 1978
- Mimischnia Breuning, 1971
- Mimodesisa Breuning & de Jong, 1941
- Mimomenyllus Breuning, 1973
- Mimoniphona Breuning, 1940
- Mimoprosoplus Breuning, 1970
- Mimosaperdopsis Breuning, 1959
- Mimosthenias Breuning, 1938
- Mimotropidema Breuning, 1958
- Mindanaona Özdikmen, 2008
- Mispila Pascoe, 1864
- Mispilodes Breuning, 1938
- Mispilopsis Breuning, 1938
- Moron Pascoe, 1858
- Mussardia Breuning, 1959
- Nipholophia Gressitt, 1951
- Niphona Mulsant, 1839
- Niphonatossa Breuning, 1967
- Niphopterolophia Breuning, 1964
- Niphosoma Breuning, 1943
- Niphotragulus Kolbe, 1894
- Niphovelleda Breuning, 1940
- Notocorrhenes Breuning, 1959
- Ophthalmocydrus Aurivillius, 1925
- Parabryna Hüdepohl, 1995
- Paracoedomea Breuning, 1942
- Paracomeron Heller, 1913
- Paracorrhenes Breuning, 1978
- Paradaxata Breuning, 1938
- Paradesisa Breuning, 1938
- Paradiexia Heller, 1923
- Paralophia Aurivillius, 1924
- Paramenyllus Breuning, 1938
- Paramesosella Breuning, 1940
- Paramispila Breuning, 1959
- Paramispilopsis Breuning, 1947
- Paramoron Aurivillius, 1908
- Paramussardia Breuning, 1965
- Paramussardiana Breuning, 1979
- Paranaches Breuning, 1959
- Paraniphona Breuning, 1970
- Parapeleconus Breuning, 1970
- Paraphemone Gressitt, 1935
- Pararhytiphora Breuning, 1938
- Parastesilea Breuning, 1959
- Parasthenias Breuning, 1938
- Paratybe Téocchi & Sudre, 2003
- Parazosmotes Breuning, 1959
- Parepectasoides Breuning, 1979
- Paretaxalus Breuning, 1938
- Parexarrhenus Breuning, 1938
- Penthea Laporte de Castelanu, 1840
- Pentheopraonetha Breuning, 1960
- Phemonoides Breuning, 1940
- Phemonopsis Breuning, 1948
- Phesates Pascoe, 1865
- Phesatiodes Hüdepohl, 1995
- Piliranova Breuning, 1960
- Platycranium Aurivillius, 1917
- Prosoplus Blanchard, 1853
- Protorhopala Thomson, 1860
- Pseudabryna Schultze, 1916
- Pseudalidus Breuning, 1959
- Pseudaprophata Breuning, 1961
- Pseudelasma Breuning, 1968
- Pseudeuclea Schwarzer, 1931
- Pseudodoliops Breuning, 1947
- Pseudolophia Breuning, 1938
- Pseudomenyllus Breuning, 1970
- Pseudomiccolamia Pic, 1916
- Pseudomoron Breuning, 1965
- Pseudomussardia Breuning, 1974
- Pseudoparmena Breuning, 1956
- Pseudotaxalus Breuning, 1938
- Pterolamia Breuning, 1942
- Pterolophia Newman, 1842
- Pteroplius Lepeletier & Audinet-Serville in Lacordaire, 1830
- Pterotragula Teocchi, 1991
- Rhaphiptera Audinet-Serville, 1835
- Rhaphipteroides Touroult & Tavakilian, 2007
- Rhytiphora Audinet-Serville, 1835
- Scaposodus Breuning, 1961
- Sesiosa Pascoe, 1865
- Similosodus McKeown, 1945
- Sodopsis Breuning, 1961
- Soridopsis Breuning, 1940
- Sotades Pascoe, 1864
- Spinegesina Breuning, 1974
- Spinetaxalus Breuning, 1981
- Spinopraonetha Breuning, 1960
- Spinosodus Breuning & de Jong, 1941
- Squamosaperdopsis Breuning, 1959
- Stesilea Pascoe, 1865
- Sthenias Laporte de Castelnau, 1840
- Sybropis Pascoe, 1885
- Sybropraonetha Breuning, 1960
- Symphyletes Newman, 1842
- Synelasma Pascoe, 1858
- Synixais Aurivillius, 1911
- Thaumasesthes Fairmaire, 1894
- Thita Aurivillius, 1914
- Tigranella Breuning, 1940
- Tricheczemotes Breuning, 1938
- Trichepectasis Breuning, 1940
- Trichohathliodes Breuning, 1959
- Tricholophia Breuning, 1938
- Trichoniphona Breuning, 1968
- Trichopenthea Breuning, 1959
- Trichoprosoplus Breuning, 1961
- Trichopterolophia Breuning, 1960
- Trichovelleda Breuning, 1970
- Tuberculetaxalus Breuning, 1980
- Xiphohathlia Breuning, 1961
- Xiphotheata Pascoe, 1864
- Xynenon Pascoe, 1865
- Zaeera Pascoe, 1865
- Zaeeroides Breuning, 1938
- Zaeeropsis Breuning, 1943
- Zosmotes Pascoe, 1865
- Zygrita Thomson, 1860

### Liste des espèces présentes en France
- Niphona Mulsant, 1839
  - Niphona picticornis Mulsant, 1839
- Pterolophia Newman, 1842
  - Pterolophia m-griseum (Mulsant, 1846)